# نورمان فنسنت
نورمان فنسنت (بالإنجليزية: Norman Vincent)‏ (10 نوفمبر 1883 في المملكة المتحدة - 12 فبراير 1958 بملبورن في أستراليا) هو لاعب كريكت أسترالي. لعب مع فريق تسمانيا للكريكت.

## وصلات خارجية
- نورمان فنسنت على موقع إي آس بي آن كريك إنفو (الإنجليزية)